# Эльбергер, Карл
Карл Эльбергер (нем. Karl Öhlberger; 30 апреля 1912, Санкт-Пёльтен — 9 октября 2001, Вена) — австрийский фаготист и музыкальный педагог.
Учился в Венской академии музыки у первого фагота Венского филармонического оркестра Карла Штробля. В 1936 году поступил в состав этого же оркестра и играл в нём до 1974 года, выступая также и как солист; особенное признание получило его исполнение Концерта для фагота с оркестром Вольфганга Амадея Моцарта — в том числе во время гастрольных концертов Венского филармонического оркестра в Японии, которыми дирижировал Пауль Хиндемит. Учениками Эльбергера было большинство австрийских фаготистов первой величины, в том числе его младший брат Камилло Эльбергер, Эрнст Памперль, Фриц Фальтль, Милан Туркович, Михаэль Верба, Степан Турновский, Дитмар Цеман.